# RMS Duchess of Atholl
«Дюшес оф Атолл» або «Герцогиня Атолл» (англ. RMS Duchess of Atholl) — канадське пасажирське судно-океанський лайнер, побудований компанією William Beardmore and Company у Глазго на замовлення канадської компанії Canadian Pacific Steamships Ltd. На початку Другої світової війни перетворене на військове транспортне судно Королівського флоту Великої Британії. 10 жовтня 1942 року затоплене торпедною атакою німецького підводного човна U-178 у 200 милях від острову Вознесіння.

## Історія
У грудні 1939 року «Герцогиня Атолл» була реквізована і переобладнана на військове транспортне судно. 4 січня 1940 року воно вийшло з Клайда до Середземного моря, зайшовши в Гібралтар, Марсель і Мальту і досягнувши Александрії в Єгипті 19 січня. До березня перебувала виконувала завдання у Середземному морі.
25 березня 1940 року судно відновило трансатлантичні рейси, але тепер забезпечувала перекидання канадських військ на Британські острови, а також у визначені порту Північної Америки. Судно курсувало без супроводу через Сент-Джонс, Ньюфаундленд до Галіфакса, Нова Шотландія і назад. Її другий рейс у червні 1940 року відбувся з конвоєм TC 5, в якому вона перевезла 1173 військових з Галіфакса до Ліверпуля. Після цього судно здійснило п'ять походів без супроводу до Канади і назад, зазвичай до Монреаля, а іноді включно з Квебеком.
17 листопада 1940 року «Герцогиня Атолл» вийшла з Ліверпуля до Єгипту з конвоєм WS 4B, який прямував через Фрітаун у Сьєрра-Леоне та Кейптаун у Південній Африці до Суеца. У лютому 1941 року судно повернулося навколо Африки до Британії.
21 березня 1941 року «Герцогиня Атолл» знову вийшла з Ліверпуля до Єгипту. Вона пливла через Фрітаун до Кейптауна з конвоєм WS 7, в якому випадково було однотипне судно «Герцогиня Йоркська». 6 травня 1941 року без ескорту десантне судно прибуло до Суеца.
25 травня 1941 року «Герцогиня Атолл» покинула Суец під час зворотного плавання, а через три дні досягла Адена, де приєдналася до конвою SW 7 до Дурбана. З Дурбана вона продовжила похід без супроводу через Кейптаун, перетнула Південну Атлантику і 14 липня досягла Тринідаду. Звідти вона відпливла без супроводу до Клайда, куди прибула 27 липня.
19 лютого 1942 року судно вийшло з конвоєм AT 12 з Нью-Йорку. Перевезло з Галіфаксу близько 3000 військових через Атлантику, досягнувши Белфаста 2 березня.
Далі «Герцогиня Атолл» брала участь у вторгненні союзників на французький Мадагаскар уряду Віші. 5 травня флот висадив війська союзників у Дієго-Суаресі і захопив місто до 7 травня. 25 травня «Герцогиня Атолл» покинула Дієго-Суарес і відпливла без супроводу назад до Шотландії, зайшовши в Дурбан, Кейптаун і Фрітаун, перш ніж досягти Клайда 27 червня.
3 жовтня 1942 року «Герцогиня Атолл» покинула Кейптаун без супроводу, вирушивши до Фрітауна, звідки мала продовжити до Великої Британії. Вона перевозила 534 пасажири: 236 військовослужбовців, 196 військовослужбовців флоту, 97 військовослужбовців Повітряних сил, п'ять медсестер і 291 цивільну особу, серед яких багато жінок і дітей.
Приблизно о 07:55 10 жовтня транспортне судно знаходилося на відстані 200 миль на схід-північний схід від острова Вознесіння, коли німецький підводний човен типу IX U-178 помітив його. О 08:29 U-178 випустив дві торпеди по лівому борту корабля. Одна торпеда промахнулася, а друга влучила у центр машинного відділення судна. «Герцогиня Атолл» втратила швидкість і зробила неконтрольований поворот на 180 градусів. Німецький човен здійснив ще три торпедні атаки. Капітан Мур та його старший офіцер зв'язку викинули за борт усі кодові книги, секретні документи та дев'ять конфіденційних пакетів пошти, перш ніж стати останнім персоналом, який покинув корабель о 09:45. Чотири члени екіпажу загинули, в живих залишився 821, серед них лише двоє пасажирів і два члени екіпажу отримали поранення.
О 11:25 «Герцогиня Атолл» затонула на 07°03′ пд. ш. 11°12′ з.д.